# Вирішальне (Сенчанська сільська громада)
Виріша́льне — село в Україні, у Миргородському районі Полтавської області. Населення становить 2387 осіб. Входить до складу Сенчанської сільської громади.

## Географія
Село Вирішальне знаходиться за 6 км від лівого берега річки Сула, на відстані 1 км розташовані села Бешти та Петрівка, за 1,5 км від сіл Потоцьківщина та Високе. По селу протікає пересихаючий струмок з загатою. Через село проходить залізниця, станція Сенча.

## Історія
Засноване 1886 року. Попередня назва — Станція Сенча.
Назва Вирішальне — з 1974 року. Назва станція Сенча залишилося за залізницею.
Статус села набуто — 8 листопада 2007 року, до цього — селище.
До 2020 року орган місцевого самоврядування — Вирішальненська сільська рада.

## Населення

### Мова
Розподіл населення за рідною мовою за даними перепису 2001 року:
| Мова            | Кількість | Відсоток |
| --------------- | --------- | -------- |
| українська      | 2312      | 96.86%   |
| російська       | 70        | 2.03%    |
| білоруська      | 3         | 0.13%    |
| румунська       | 1         | 0.04%    |
| інші/не вказали | 1         | 0.04%    |
| Усього          | 2387      | 100%     |

## Економіка
- Молочно-товарна та свино-товарна ферми.
- Державне підприємство дослідне господарство «Вирішальне» Національної академії аграрних наук України.
- Підрозділи Східного регіонального управління ПрАТ «Райз-Максимко» (входить до групи «Укрелендфармінг»).
- ТОВ «Амарант», ПП «Амарант-транс» (входять в Агропромислову групу підприємств «Амарант»).
- Газовий промисел з видобутку нафти та газу.

## Об'єкти соціальної сфери

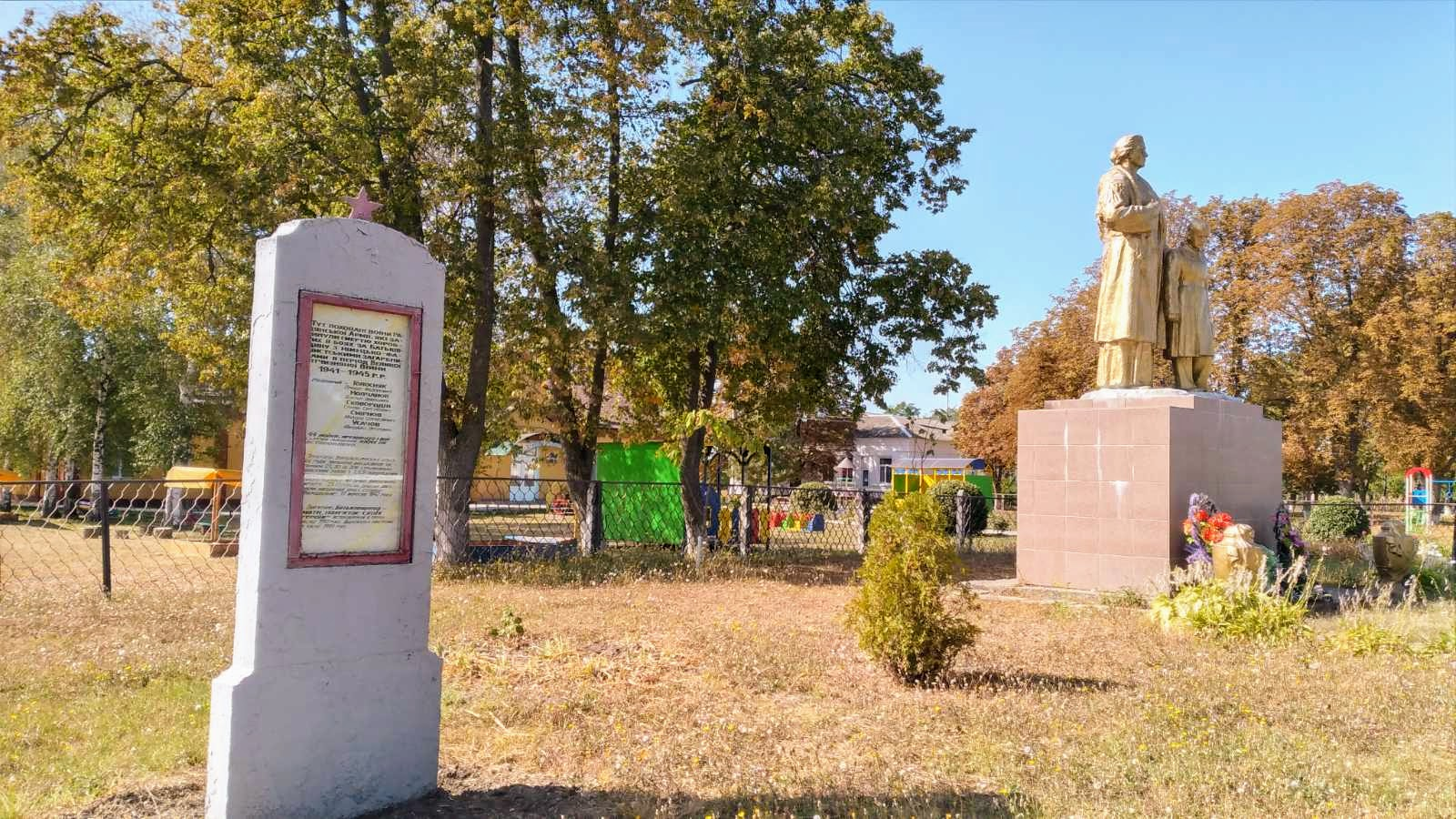
Пам'ятний знак полеглим воїнам-землякам

- Школа.
- Фельдшерсько-акушерський пункт.

## Відомі люди
- Котляр Ігор Олегович (1994—2022) — капітан збройних сил України, учасник російсько-української війни.
- Хітайлов Максим Євгенійович (1997—2020) — солдат Збройних сил України, учасник російсько-української війни.
- Чуріков Валентин Миколайович (1991—2016) — молодший сержант Збройних сил України, учасник російсько-української війни.